# Æthelbald wessexi király
Æthelbald (óangolul: Æþelbald) (834 – 860. december 20.) wessexi király 856-tól haláláig.
Æthelwulf király fiaként született. Részt vett édesapjával együtt az acleai csatában (851). Æthelwulf Rómából való visszaérkezésekor (vagy egy évvel korábban, 855-ben) Æthelbald fellázadt ellene és megfosztotta a trónjától. Kortársait megbotránkoztatta azzal, hogy Æthelwulf özvegyét (Karoling Judithot) feleségül vette, mert sokan vérfertőzőnek tartották ezt a házasságot. A Judithtal való házasságából nem született gyermeke, így halála után öccse, Æthelberht követte a trónon.